# Callibotys
Callibotys é um gênero de mariposa pertencente à família Crambidae.